# Trachylepis bayonii
Trachylepis bayonii (сцинк Баяо) — вид сцинкоподібних ящірок родини сцинкових (Scincidae). Мешкає в Центральній Африці.

## Підвиди
Виділяють два підвиди:
- Trachylepis bayonii bayonii (Bocage, 1872) — високогір'я північної і центральної Анголи, можливо, південь ДР Конго;
- Trachylepis bayonii keniensis Loveridge, 1956 — гори Кенії, східної Танзанії і північної Уганди.

## Поширення і екологія
Сцинки Баяо мешкають в Анголі, Кенії, Танзанії і Уганді. В Анголі вони живуть у рідколіссях міомбо, а в Кенії — на високогірних луках і вересових пустищах. Зустрічаються на висоті від 800 до 3200 м над рівнем моря.